# Battesimo civile
Il battesimo civile, chiamato anche battesimo repubblicano o parrainage o cerimonia di benvenuto, è un'istituzione laica che sancisce l'inserimento del bambino nella comunità civile di appartenenza, non ha validità religiosa.
In Europa questa istituzione è presente in Paesi come la Francia e la Spagna, mentre nel Regno Unito è possibile celebrare cerimonie simili dette Naming Ceremonies (cerimonia del nome).

## Francia

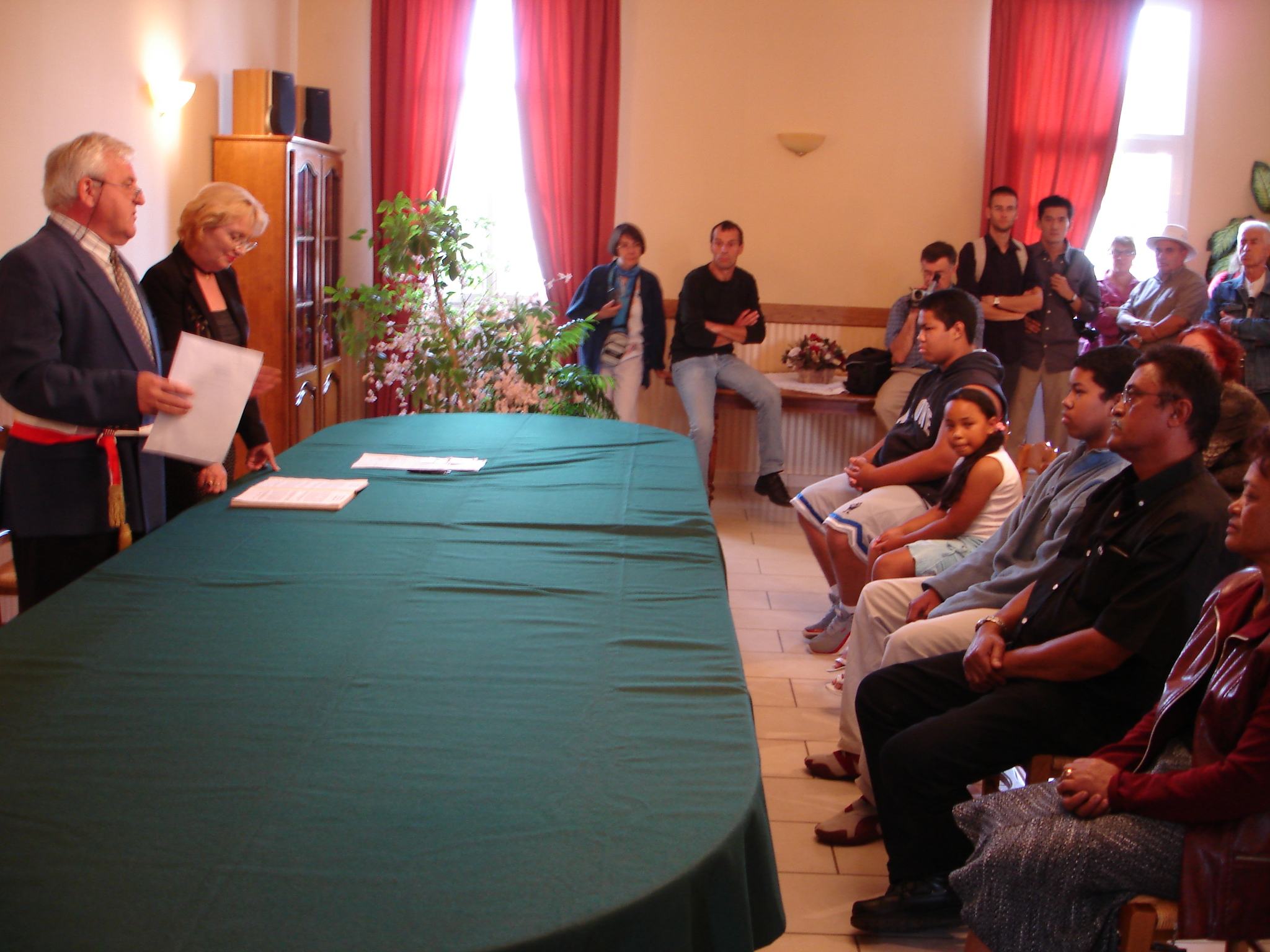
Un battesimo repubblicano celebrato nel 2006 a Belleu (Aisne)

La sua origine risale al 13 luglio 1790, quando fu officiato il primo battesimo repubblicano nell'occasione della festa della Federazione a Strasburgo. La sua celebrazione risale direttamente alla Rivoluzione francese del 1789 e s'inserisce nell'azione di laicizzazione della società e nella separazione della Chiesa dallo Stato. Il battesimo civile venne puoi ufficializzato con la legge approvata il 20 pratile dell'anno II (8 giugno 1794), con cui si stabilì che tutti i minori di 13 anni potevano essere battezzati civilmente, ma i padrini dovevano essere maggiorenni.
La cerimonia cadde in disuso nel XIX secolo, ma fu ripresa nel 1892 dall'amministrazione socialista del comune di Saint-Denis, al fine di "sottrarre i giovani dalla dannosa influenza delle religioni deiste che atrofizzano e distorcono la loro intelligenza". Tale pratica divenne molto di moda durante la belle époque nel nord della Francia, prima ritornare ad essere rara. Peraltro, la tradizione del battesimo repubblicano esiste ancora oggi in alcuni comuni e, con l'aumento della laicità, si sta osservando una rinascita di tali celebrazioni: nel 2015 ad esempio si soni contati 325 battesimi repubblicani a Parigi, 135 a Nantes, 80 a Rennes. Nel giugno 2016 è stato introdotto l'emendamento n. 434 al disegno di legge in materia di "Uguaglianza e cittadinanza", al fine di inquadrare tale pratica di un ambito giuridico: l'articolo 429 è stato però censurato dal Consiglio costituzionale per motivi procedurali.
Il battesimo civile ha luogo di solito presso il municipio ed è officiato dal sindaco, per quanto non sia obbligato a celebrarlo (non trattandosi di un atto di stato civile, non figura nei relativi registri). Infatti, si tratta di una cerimonia simbolica, non prevista dal codice civile e che non attribuisce alcun diritto ulteriore al neonato oltre a quelli già previsti per legge né impone alcun obbligo giuridicamente vincolante per i padrini (così come la cerimonia religiosa).

## Italia

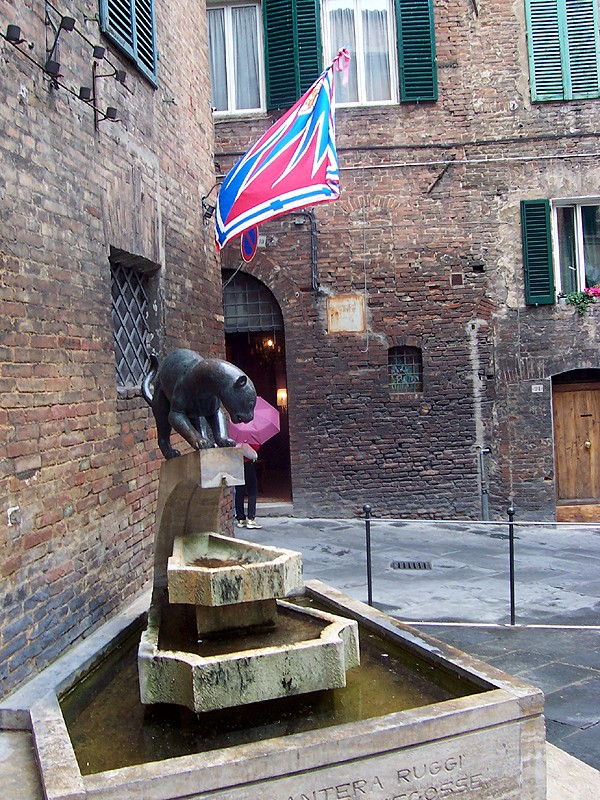
Fontanina utilizzata per il battesimo contradaiolo della Pantera a Siena

In Italia numerose amministrazioni comunali sono solite organizzare cerimonie o feste di "benvenuto ai nuovi nati" (o altri nomi simili), per lo più collettive e annuali, con cui il sindaco di solito regala alle famiglie una copia della Costituzione italiana e/o altri doni (ad esempio: bandiera tricolore, opuscoli informativi per i servizi all'infanzia, kit, ecc.). Nel 2009 anche il consiglio comunale di Firenze all'unanimità istituì la "festa del neonato", con cui ogni tre-quattro mesi il presidente di quartiere invita neonati e genitori in una cerimonia pubblica per significare il "riconoscimento pubblico del neonato quale nuovo cittadino"; tale iniziativa è stata però criticata duramente dal mondo cattolico.
Nella città di Siena esiste l'usanza del battesimo contradaiolo, con cui il neonato viene presentato alla comunità della contrada e ne viene sancita l'appartenenza perpetua ad essa. A tal scopo, il Priore della contrada bagna la fronte del neonato con l'acqua della fontanina battesimale della propria contrada, consegnandogli poi un fazzoletto con i colori ed i simboli della contrada.
https://www.tag24.it/558761-battesimo-civile/

## Regno Unito
Nel Regno Unito, cerimonie civili alternative al battesimo religioso, chiamate naming ceremonies, sono organizzate dalla British Humanist Association e possono essere condotte dai genitori o da un esponente dell'associazione. Si tratta di cerimonie private senza valore legale, che generalmente prevedono un discorso di benvenuto, la spiegazione delle ragioni della scelta del nome del bambino, le promesse d'impegno dei genitori, la lettura di poesie o brani letterari e a volte la nomina di "padrini", scelti tra gli amici di famiglia e chiamati supporting adults (adulti di sostegno) o mentors (mentori).

## Spagna
In Spagna il Bautismo civil è un'alternativa laica al sacramento tradizionale cattolico, spogliato pertanto di qualsiasi riferimento religioso.
Il primo comune spagnolo in cui si è celebreato un battesimo civile è stato Igualada (Barcellona) il 7 novembre 2004, a cui hanno fatto seguito nel 2007 il comune di Rivas-Vaciamadrid (Madrid) e nel 2009 El Borge (Malaga) e Madrid.
Durante la cerimonia, il sindaco o il consigliere comunale delegato legge alcuni articoli della Convenzione internazionale sui diritti dell'infanzia delle Nazioni Unite e della Costituzione spagnola, in particolare quelli relativi all'istruzione, ai diritti e alle libertà fondamentali dell'individuo. Può includere letture complementari e brani musicali scelti dal consiglio comunale o dalla famiglia. La cerimonia si conclude con la firma di una "Carta della cittadinanza". Nella città di Rivas, il consiglio comunale offre alla famiglia un dono e informazioni sui servizi locali per l'infanzia.